# Собко Вадим Миколайович
Собко́ Вади́м Микола́йович (5 (18) травня 1912 , Москва  — 12 вересня 1981 , Київ ) — український радянський письменник, прозаїк, драматург.

## Життєпис
Народився 5 [18] травня 1912 року в родині військовослужбовця. Працював робітником на Харківському тракторному заводі. У 1939 році закінчив філологічний факультет Київського університету. Член ВКП(б) з 1940 року. В роки німецько-радянської війни брав участь у бойових діях та працював в армійських газетах. Під час штурму Берліна був тяжко поранений. Демобілізувався у званні підполковника. Був головою правління Добровільного товариства любителів книги УРСР.

Дружина — Войтушенко Віра Денисівна (1915—1982), доктор філологічних наук, відомий фахівець з історії російської літератури ХХ ст., педагог, літературознавець, яка виховала ряд відомих філологів, культурологів та журналістів, зокрема Володимира Семенова, П. Яковенка та ін.

Донька — Ярослава Вадимівна Собко (1938—1999), мистецтвознавець, редактор.

Могила Вадима Собка

Помер 12 вересня 1981 року. Похований в Києві на Байковому цвинтарі (ділянка № 50). Автори надгробного пам'ятника — скульптор О. Прудка, архітектор Т. Довженко.

## Творчість
Друкувався з 1930 року: збірки поезій «Погляд вперед» і «Тракторобудні» (1932), «Мій товариш» (1933), поема «Мікрон» (1934) та інші, нарисів і оповідань — «Монтажники» (1931), «Люди риштовань» (1933) та інші.
Першу популярність здобув пригодницькою трилогією про роботу радянських авіаконструкторів «Зоряні крила» (1937—1950 рр.). Роман-трилогія «Шлях зорі» («Кров України», 1943; «Кавказ», 1946; «Вогонь Сталінграду», 1947) присвячений подіям Другої світової війни. П'єса «Життя починається знову» і роман «Запорука миру» (1951) — з повоєнного життя в Німеччині.
У дальших творах порушує проблеми будівництва, моралі: «Біле полум'я» (1952), «Звичайне життя» (1957), «Нам спокій тільки сниться…» (1959), «Справа прокурора Малахова» (1959), «Матвіївська затока» (1962), «Київський зошит» (п'єса, 1964), молоді й спорту (роман «Стадіон», 1954) та інші.
Останній роман «Ключ» вийшов у 1978 році.
Твори Собка перекладалися російською мовою та мовами соціалістичних країн. Збірник «П'єси» (1958, 1969), «Вибрані твори в 2 томах» (1972).

## Громадсько-політична позиція
2 березня 1972 взяв участь у засіданні президії правління Спілки письменників України, під час якого зі Спілки було виключено дисидента Івана Дзюбу за книгу «Інтернаціоналізм чи русифікація?». У своєму виступі він підтримав виключення та розкритикував Дзюбу і його книгу: 
| Два роки тому, у цій кімнаті була вельми гостра розмова про подальшу долю І. Дзюби. Минуло два роки. Він тоді виступив із заявою, яка нас не в усьому задовольняла, але ми пішли на компроміс, сподіваючись, що це буде першим кроком у подальшому переломі в позиції І. Дзюби... У вас було два роки часу. Ваша книга стала антирадянською книгою, а ви і не подумали дати відсіч тим "друзям", що взяли її на озброєння в своїй антикомуністичній пропаганді. Я цілком підтримую пропозицію В. П. Козаченка, що нам із І. Дзюбою в одній Спілці бути не можна.[1] |

## Відзнаки
Лауреат:
- Сталінської премії (1951; за роман «Запорука миру»);
- Державної премії УРСР імені Тараса Шевченка (1975; за роман «Лихобор»)[2].

Нагороджений орденом Жовтневої Революції, орденом Вітчизняної війни 1-го ступеня, орденом Червоного Прапора, трьома орденами Трудового Червоного Прапора, двома орденами Червоної Зірки, а також медалями. Нагороджений також Почесною грамотою Президії Верховної Ради Української РСР (18.05.1972).

## Вшанування пам'яті

Меморіальна дошка

14 січня 1983 року в Києві, на вулиці Богдана Хмельницького, 68, у будинку письменників РОЛІТ, де жив Вадим Собко з 1935 по 1981 рік, йому встановлено бронзову пам'ятну дошку (барельєф; скульптор А. В. Кущ, архітектор П. П. Купрій).